# Tallaght Arena
El Tallaght Arena es un recinto cubierto multipropósito situado en Tallaght, Dublín, Irlanda. Se utiliza principalmente para los eventos de baloncesto. La capacidad del estadio es de 2500 personas y se abrió en 1993. El equipo nacional de baloncesto de Irlanda juega sus partidos como local en la National Basketball Arena, ubicada en Tymon Park, Tallaght, al sur de Dublín. Este recinto, inaugurado en 1993, es la sede oficial de Basketball Ireland y alberga tanto al equipo masculino como al femenino en sus compromisos internacionales.También acoge eventos como las finales de la National Cup y torneos europeos juveniles, asimismo, acoge la final irlandesa de la Superleague cada año. También ha acogido a muchas peleas de Boxeo entre ellos Wayne McCullough vs Oisin Fagan. 